# NGC 3619
NGC 3619 é uma galáxia espiral (S0-a) localizada na direcção da constelação de Ursa Major. Possui uma declinação de +57° 45' 30" e uma ascensão recta de 11 horas, 19 minutos e 21,5 segundos.
A galáxia NGC 3619 foi descoberta em 18 de Março de 1790 por William Herschel.